# سیارک ۵۳۹۷
سیارک ۵۳۹۷ (به انگلیسی: 5397 Vojislava، نامگذاری:1988VB5) پنج هزار و سیصد و نود و هفتمین سیارک کشف شده‌است که در ۱۴ نوامبر ۱۹۸۸ کشف شد.
قدر مطلق سیارک برابر ۳۸.۹ است.